# Hámundur heljarskinn Hjörsson
Hámundur heljarskinn Hjörsson (n. 864) fue un caudillo vikingo y uno de los primeros colonos en Eyjafjörður, Islandia. Era hermano de Geirmundur heljarskinn y ambos hijos del rey de Hordaland, Hjör Hálfarson. 
Según Landnámabók, Hámundur compartió la colonización con su suegro Helgi Eyvindarson. Fue el primero en llegar a Árskógsströnd en Svarfaðardalur y al sur de Hörgá, fundó su hacienda en Hámundarstöðum. Cuando supo que su primo Örn había fundado su propio asentamiento en Arnarfjörður, decidió trasladarse para estar más cerca de él. Construyó su nueva hacienda en Arnarnes. Fue el primer goði del clan familiar de los Esphælingar.
Hámundur casó la primera vez con Ingunn con quien tuvo un hijo, Þórir Hámundsson, y a la muerte de Ingunn casó con su hermana Helga, tras enviudar de Auðunn rotinn Þórólfsson.